# Chrono-analyse
La méthode de chrono-analyse, appelée aussi chronométrage, est utilisée en entreprise par le bureau des méthodes pour définir les temps de production. Temps qui pourront être prescrits aux opérateurs de production sous la forme de temps standards.
Le but de la chrono-analyse est de définir le temps de production pouvant être tenu par l'ensemble de la population active pour une activité donnée.
Outre le chronométrage simple d'un exécutant lors de ses tâches productives, elle consiste à appliquer certains coefficients :
- le jugement d'allure, d'activité ou d'efficacité (JA, JGA, JE) ;
- le coefficient de besoins personnels ;
- le coefficient physiologique ;
- les coefficients d'ambiance ;
- les coefficients d'entreprise (s’ils existent).

## La mise en application

### Le chronométrage
C'est l'action de chronométrer les durées des opérations effectuées par un opérateur sur son poste de travail.
En fonction de la précision désirée, les temps obtenus peuvent être exprimés en diverses unités :
- Minutes,
- CMN (Centiminutes ou centième de minutes)
- Secondes,
- 100e de seconde,
- DMH (10 millième d'heure) ou CH (centième d'heure).

### Le jugement d'allure, d'activité ou d'efficacité

#### L'allure
On désigne par allure la vitesse momentanée de production d'un effet utile, dans le cas où cette vitesse dépend uniquement de l'activité déployée par l'exécutant.
L'allure d'un opérateur est changeante de nature; pour effectuer les mêmes actions, les opérateurs mettront plus ou moins de temps en fonction de :
- l'état de fatigue (physique et/ou mentale),
- l'âge,
- les aléas rencontrés,

#### L'allure modale (ou allure de référence)
Allure arbitrairement choisie mais définie, et par rapport à laquelle l'observateur juge les allures rencontrées.
Exemple : allure 100BTE = allure modale = 4 km/h pour un marcheur[réf. nécessaire]
L'allure de référence peut varier en fonction des entreprises. Par exemple, dans l'automobile, l'allure 100 correspond à une allure 120BTE, soit une marche à 5 km/h; et pour la confection textile, l'allure de référence correspond à une allure 80 BTE soit une marche à 3 km/h.

#### Le jugement d'allure
Opération par laquelle un observateur entraîné apprécie l'allure d'un exécutant par rapport à la représentation mentale qu'il a de l'allure d'un exécutant type placé dans les mêmes conditions (allure modale).
On juge cette allure en fonction des critères de :
- Précision,
- Méthode,
- Rapidité.

Le jugement d'allure se traduit par l'énoncé de la valeur numérique du rapport Allure jugée / Allure modale * 100. On le note JA.
Une valeur 100 correspond à la vitesse normale d'exécution, un opérateur travaillant à une allure 90 travaille donc moins vite qu'attendu. Les valeurs extrêmes de JA instantané globalement constatées sont 70 et 130. Cependant, la moyenne des JA observés dans une entreprise est souvent plus élevée que 100, car les ouvriers les plus lents ne restent pas au poste mais aussi à cause de l'effet d'apprentissage. Notons que le jugement d'allure n'est pas significatif du volume de travail réalisé par l'opérateur car il est instantané.
On appelle observateur entraîné une personne ayant suivi une session d'entraînement à l'évaluation du JA. Ces sessions se présentent sous forme de visualisation de films vidéos de la même action exécutée plusieurs fois à différentes allures, puis comparaison des résultats. Il est recommandé de se recalibrer tous les 5 ans environ.

#### Le jugement global d'activité
Estimation, par un observateur expérimenté (connaissance du travail), de l'activité efficace d'un opérateur par rapport à une représentation mentale d'une activité "moyenne".
Le jugement global d'activité se traduit par l'énoncé de la valeur numérique du rapport Activité jugée / Activité moyenne. On le note JGA.
Pour éviter que l'observateur ne soit trompé par sa connaissance des opérateurs (ce qui est le cas car il connaît le travail), la méthode des observations instantanées existe pour déterminer de façon neutre le jugement global d'activité. Un observateur ou un groupe d'observateur fait le tour de l'atelier à heure aléatoire prédéterminée (typiquement de l'ordre de 3 minutes à 15 minutes) et note pour chaque opérateur s'il travaille ou non. Un opérateur en train de s'essuyer le front à la seconde de l'observation ne travaille pas. À la fin de la journée, les pourcentages de temps travaillé établis à partir de ces tables permettent non pas de juger les opérateurs, mais de vérifier que les jugements d'allure et les temps alloués sont corrects.
Les premiers temps sont en général exclus car les opérateurs guettent les observateurs. Ensuite ils s'habituent.

#### Le jugement d'efficacité
Coefficient appliqué au temps relevé par chronométrage selon des critères de :
- Habileté.
- Activité.
- Conditions de travail.
- Stabilité.

Il est noté JE.

### Les autres coefficients

#### Les besoins personnels
Ils correspondent aux besoins normaux d’un opérateur lors de l’exécution de tâches diverses.
Exemple : Se moucher, s'essuyer le front, se nettoyer les mains, etc.

#### Le coefficient physiologique
Généralement appelé coefficient DP (Coefficient Dynamique et  Position), il correspond à la prise en compte du travail de l'opérateur sur l'ensemble de son poste (7 ou 8 heures) et en fonction de :
- la position de travail,
- les efforts exercés,
- la charge mentale induite par son activité.

#### Les coefficients d'ambiance
Ils correspondent à des compensations temporelles dépendant des conditions relatives à :
- la température,
- l'hygrométrie,
- les flux de ventilation,
- l'éclairage,
- le bruit (bruit en décibel mesuré par un sonomètre)

#### Les coefficients d'entreprise
Ces coefficients dépendent uniquement de l'entreprise en elle-même. Ils sont généralement issus d'accords avec les partenaires sociaux.
À titre d'exemple, on peut trouver dans les accords d'entreprise un coefficient global (besoin personnel + coefficient d'ambiance + coefficient d'entreprise) de 13 %, le coefficient de repos restant lié à la tâche réalisée.